# Roman Baudisch
Roman Baudisch (* 13. Januar 1905 in Stettin, Provinz Pommern; † 28. November 1979 in Bonn) war ein deutscher Jurist und Ministerialbeamter.

## Leben und Tätigkeit
Baudisch studierte Rechtswissenschaft an der Universität Leipzig und gehörte seit 1924 der Burschenschaft Normannia Leipzig (seit 1958 Burschenschaft Normannia-Leipzig zu Marburg) an. Er promovierte dort 1932. Das Thema seiner juristischen Dissertation lautete Den Unternehmerbegriff in der gewerblichen Unfallversicherung.
Roman Baudisch schloss sich zum 1. Mai 1933 der NSDAP an (Mitgliedsnummer 2.989.905). Er trat 1935 in den Staatsdienst beim Reichswirtschaftsministerium ein. Von 1940 bis 1942 war er als Leiter der Hauptabteilung Volkswirtschaft abgeordnet zum Reichskommissariat Norwegen, danach kehrte er bis 1945 zum Reichswirtschaftsministerium zurück, wo er als Ministerialrat Leiter einer Hauptabteilung im Planungsamt war. Nach Kriegsende wurde er bis 1946 im Lager Cransberg interniert. Danach war er bis 1951 in der privaten Wirtschaft tätig.
1951 wurde Roman Baudisch in den bundesdeutschen Staatsdienst übernommen und erhielt eine Beamtenstelle im Bundesministerium für Wirtschaft in der Bundeshauptstadt Bonn. Hier war er ab 1951 Leiter des Referats II 7, das für Fragen der Betriebswirtschaft zuständig war. Die Bezeichnung des Referats änderte sich 1952 in  II A 8, 1954 in II A 1 und ab 1960 in II 1. Im Jahre 1963 erfolgte seine Ernennung zum Leiter der Unterabteilung II A (Handwerk, Mittel- und Kleinbetriebe, Genossenschaften), zugleich war er Leiter der Arbeitsgruppe Mittelstand. 1970 trat er im Alter von 65 Jahren in den Ruhestand.

## Schriften (Auswahl)
- Den Unternehmerbegriff in der gewerblichen Unfallversicherung (= Schriften des Instituts für Arbeitsrecht an der Universität Leipzig; H. 33). Böhlau, Weimar 1932.
- Errichtungsverbote nach dem Zwangskartellgesetz. Eine Sammlung mit systematischen Erlassen. Elsner Verlagsgesellschaft, Berlin, Wien, Leipzig und Juristisch-volkswirtschaftlicher Verl. Dr. O. Daskaljuk, Wien 1938.
- Grundzüge des Gesetzes über eine Berufsordnung der Wirtschaftsprüfer (Wirtschaftsprüferordnung) (= Sonderdruck der Steuer- und Wirtschafts-Kurzpost; H. Nr. 95). Haufe, Freiburg im Breisgau 1961.